# Kildare GAA
Le Kildare County Board of the Gaelic Athletic Association ou plus simplement Kildare GAA est une sélection de sports gaéliques basée dans la province du Leinster. Elle est responsable de l’organisation des sports gaéliques dans le Comté de Kildare et des équipes qui le représente dans les rencontres inter-comtés. Le comité a été fondé en 1887.

## Histoire
Les sports gaéliques à Kildare sont antérieurs à l’histoire écrite en Irlande. Le hurling est présent sur Lyons Hill dans le Book of Leinster et le Curragh était l'endroit où se déroulait l'Aonach Colmáin, une des grandes fêtes et festivals de l'ancienne Irlande. Le football gaélique lui a laissé des traces dans les écrits locaux médiévaux. Le voyageur anglais John Dunton décrit un match de hurling à Naas en 1699. Un site de handball gaélique datant de 1790 existe près de Rathangan. La presse locale reporte en février  1792 un match se terminant en émeute. En 1797 on a trace d’un match inter-Comté entre Kildare arborant leur maillot blanc devenu marque du Comté et le Comté de Meath.
John Wyse Power, alors éditeur du journal de Kildare, le Leinster Leader, participe à la réunion fondatrice de l’Association athlétique gaélique à Thurles en 1884. En 1885 a lieu dans la même journée les quatre premiers matchs de football gaéliques se jouant sous les règles mises à niveau par la GAA. Ces matchs opposent les clubs de Sallins GAA, Straffan GAA, Naas GAA et Suncroft GAA. Le comité du Comté de Kildare est créé en 1887.
L’équipe de Kildare fait son apparition dans le championnat inter-Comté en 1888

## Clubs
Kildare est avant tout un comté de football gaélique. Il compte 40 clubs participant au championnat senior du Comté.
- Clane 17 victoires
- Raheens 15
- Sarsfield 12
- Carbury 11
- Round Towers 10

## Palmarès

### Football gaélique
- Championnat d’Irlande de football gaéliques : 4
  - 1905, 1919, 1927, 1928

- Leinster Senior Football Championships : 13
  - 1903, 1905, 1919, 1926, 1927, 1928, 1929, 1930, 1931, 1935, 1956, 1998, 2000

- National Football League 
  - Finalistes en 1928, 1929, 1958, 1968, 1991